# Hal Nerdal
Herlof Aasmund „Hal“ Nerdal (* 22. September 1927 in Dalsgrenda, Rana, Nordland, Norwegen; † 11. September 2023 in Brisbane, Australien) war ein australischer Nordischer Kombinierer.

## Leben
Hal Nerdal war das jüngste von elf Kindern. Für die Firma Ing. F. Selmer, den norwegischen Vorläufer des Bauunternehmens Skanska, kam er 1951 nach Australien, um in den Snowy Mountains an einem Staudammprojekt zu arbeiten, als Schreiner am Damm des Guthega Pondage. Dort arbeitete er bis 1955 und zog dann nach Canberra. Noch im selben Jahr kehrte er nach Norwegen zurück und blieb dort bis 1957, dann zog er erneut nach Canberra. 1972 zog er nach Brisbane um.
Sein Verein war der YMCA Ski Club of Canberra, der heutige Brindabella Ski Club, dem er 1952 beitrat.
Hal Nerdal hatte zwei Töchter.

## Erfolge
Nerdal gewann die Meisterschaft von New South Wales in der Nordischen Kombination in den Jahren 1958 und 1960. Die australische Meisterschaft in der Nordischen Kombination konnte er viermal gewinnen: 1959 (in Cabramurra), 1960, 1961 und 1962.
Als Nordischer Kombinierer nahm er an den Olympischen Winterspielen 1960 in Squaw Valley teil. Beim Skispringen erreichte er bei drei Sprüngen mit einer Bestweite von 43,0 Metern den 33. und letzten Platz und beim 15-Kilometer-Lauf mit 1:10:15,6 Stunden den 30. und vorletzten Platz, so dass er insgesamt 31. wurde. Bei der Skisprungprobe war er in Squaw Valley noch 65,0 m weit gesprungen, was der drittweiteste Sprung des gesamten Wettkampfs gewesen wäre sowie ein australischer Rekord. Er ist bis heute (2022) der einzige Australier, der an der olympischen Nordischen Kombination teilgenommen hat. Beim Olympischen Fackellauf zu den Olympischen Sommerspielen 2000 in Sydney war er einer der Fackelläufer.
2020 erhielt er die Snow Australia Medal. Die Snow Australia Medal ist eine Auszeichnung von Snow Australia, dem australischen Wintersportverband, für Athletinnen und Athleten, die Australien im Wintersport international im jeweils höchsten Wettbewerb vertreten haben.